# Kostrzyna (Panki)
Pour les articles homonymes, voir Kostrzyna.
Kostrzyna est une localité polonaise de la gmina de Panki, située dans le powiat de Kłobuck en voïvodie de Silésie.